# Margaret Hagen Wright
Margaret Hagen Wright (Hanford, Califórnia, 18 de fevereiro de 1944) é uma matemática estadunidense, que trabalha com otimização, computação científica e álgebra linear numérica.

## Formação e carreira
Wright cresceu em Hanford e Tucson e estudou ciência da computação na Universidade Stanford, onde obteve um doutorado em 1976, após alguns anos como programadora na GTE Sylvania, com a tese Numerical methods for nonlinearly constrained optimization. Seu orientador foi Gene H. Golub. Em seguida fez pesquisas adicionais sobre otimização em Stanford no Laboratório de Otimização de Sistemas da Faculdade de Pesquisa Operacional, antes de ingressar no Bell Labs em 1988 , onde se tornou um Membro Distinto em 1993 e uma Bell Lab Fellow em 1997. De 1997 a 2001 foi responsável pela pesquisa em Computação Científica. Em 2001 tornou-se professora no Instituto Courant de Ciências Matemáticas da Universidade de Nova Iorque.
De 1995 a 1996 foi presidente da Society for Industrial and Applied Mathematics (SIAM). Foi admitida na Academia Nacional de Engenharia dos Estados Unidos em 1997, na Academia de Artes e Ciências dos Estados Unidos em 2001 e na Academia Nacional de Ciências dos Estados Unidos em 2005. Em 2002 recebeu o Prêmio de Distinção em Serviço Público da American Mathematical Society, da qual é fellow. De 1994 a 1998 fez parte do Comitê Consultivo para Matemática e Física da Fundação Nacional da Ciência, da qual foi diretora em 1997/1998. Faz parte do Conselho Científico do Mathematical Sciences Research Institute (MSRI). É editora do SIAM Review e co-editora de vários outros periódicos do SIAM. Em 2000 apresentou a Noether Lecture e em 2019 a John von Neumann Lecture.

## Obras
- com Philip E. Gill & Walter Murray: Practical Optimization. Academic Press, 1982
- com Philip E. Gill & Walter Murray: Numerical Linear Algebra and Optimization. Volume 1. Addison-Wesley, 1990
- The interior-point revolution in optimization: History, recent developments, and lasting consequences. In: Bulletin AMS. Volume 42, 2005, p. 39–56